# 歼-16
歼-16（缩写：J-16，代号“潜龙”）是中华人民共和国沈阳飞机公司研发的一款4.5代重型多用途战机，由殲-11BS戰鬥機發展而來，是Su-27機族最先进的一种衍生型号。
歼-16于2012年在網站上首次亮相並被視為是2000年購入的蘇-30的自產版。2013年加拿大《汉和防务评论》称，首批24架歼-16战斗机已经下线，被目擊在巴丹吉林沙漠基地測試。俄罗斯《观点报》称，沈阳飞机公司已經向记者展示新型歼-16战斗机，飞机已經涂上中国海军航空兵的标准涂装。
2017年7月30日，5机密集编队的歼-16机群作为歼击机梯队的一部分，参加了在朱日和举行的庆祝解放军建军90周年阅兵，央视解说词提到该机型“大幅提升了电子战能力”。

## 概述

### 研製需求
隨著世界軍事科技的發展，中国人民解放军空军上世紀研發的歼轰-7系列戰轟機，在日益複雜的作戰環境中，空战自卫能力差的缺點顯得越來越突出，难以达到要求的現代多用途作战的要求。因此積極從俄羅斯引進Su-30MKK多用途战斗机。
J-16是瀋陽飛機公司以J-11BS和Su-30MKK为蓝本研制的四代半雙座多用途战斗机，裝備自動電子掃描相控陣雷達並具備同時攻擊多個目標並識別目標的能力。J-16於2011年10月17日首飛，性能號稱接近F-15E，無論是載彈量還是火控系統性能都大幅提升。

## 基本性能

### 全面作戰能力

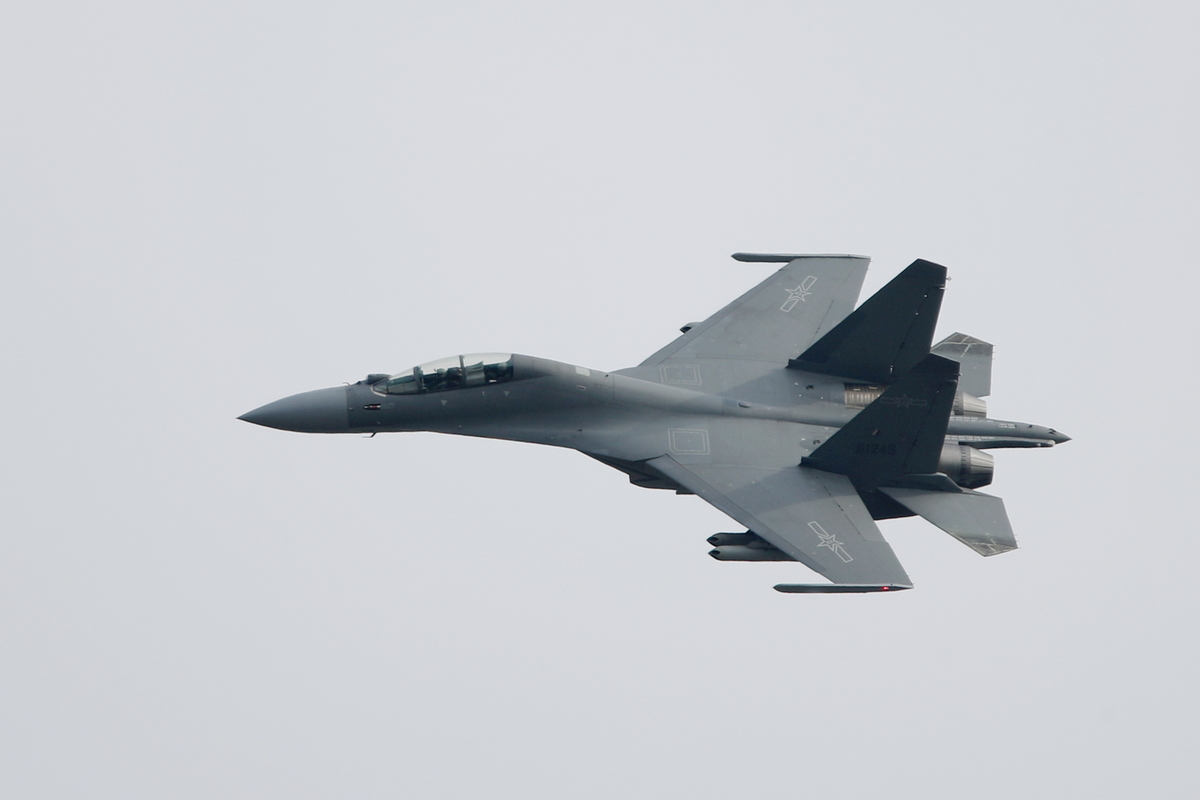
歼-16

殲-16是從J-11BS上發展而來的第4.5代多用途雙座戰機，殲-16最大特點是具備遠距離超視距攻擊能力和強大的對地、對海打擊能力。殲-16戰鬥機和蘇30MKK一樣採用雙座佈局，為強化武器掛載能力，起落架前輪為雙輪。垂尾頂端與蘇30MKK不同，而是類似於原版蘇27，垂尾頂端切尖。翼尖掛架與殲11B不同，印度曾評價與自家的蘇30MKI相比，新的復合材料機身，發動機推力接近AL-31等，可能更勝一籌，只有航電打平。
该型战机武器研发主要依賴使用蘇-30MKK的經驗，對其不足之處加以升級，新型殲-16將用于加强利用中國生產的反舰导弹打击水面舰只的能力。俄罗斯媒体称与歼轰-7相比较歼-16的机体更大，最大载弹量12吨，可以发射鹰击-62和鹰击-83反舰导弹。J-16装备自动电子扫描相控阵雷达，可与多目标作战。空空作戰方面，央視展示透露一次實際驅離行動中，掛載了「霹雳10（PL-10）+霹雳15（PL-15）」的組合，2020年底，国防军事一名为《直击歼-16实战化对抗空战训练》的报道中，提到一批歼-16换装上了新型头显，使该机成为中国空军继歼-20和歼-10C之后第三种曝光配套头显的战机。相比于固定瞄准位的头盔瞄准具，飞行员只需“眼神”锁定即可瞄准发射，导弹的发射阈值或进一步降低。2023年11月25日，根据《中国军网》英文版发佈一组歼-16战机携带多枚导弹飞行的画面显示，空军航空某旅的4架歼16战斗机在实战训练中编队飞行中，其中两架歼16都携带了4枚PL-10格斗弹，4枚PL-15远程空对空导弹，另外左右两侧还各自挂了一枚PL-12中距弹和一枚PL-17的超远程空对空导弹，一架战斗机挂4个型号，共十枚空对空导弹。

### 電子管制與偵搜
歼-16在Su-30MKK的基礎上，加強電子性能，有C4ISTAR能力，可以擔任小型空中預警機具有空戰管制能力，指揮一小隊戰機（10-15架）接戰，長機會自動資料鏈結僚機，且可自動分配目標或由後座武器官手動分配，僚機可在完全不開雷達情況下進行隱密攻擊，也就是由長機提供射控資料給僚機，僚機以此資料鏈發射飛彈。
除了機首光電球本身內建紅外線儀、電視攝影機、雷射測距儀，並可外掛多種電子莢艙適應海上反艦作戰，俄製M400偵蒐莢艙和Sapsan-E光學莢艙是常見的MK2配備，中國自行研發了一種電戰莢艙也已經配備海軍航空兵。可具備主（被）動電子反制功能，能使用「交叉注視」型欺騙干擾對抗來襲的先進空對空飛彈。加上低空飛行的特殊地形跟踪雷达，以及內建一種最新科技360度紅外線感測裝置「鹰隼II」，據稱已經達到第四代戰機的技術內涵，讓飛行員有高解析環場紅外線顯像視野外，還可以作為飛彈反制系統，這系統安裝在機背或其他地方，是一種固定於機身上的傳感器陣列，偵測到飛彈來襲資訊會迅速載入機控電腦，不只可以躲避，甚至可以發射飛彈攔截敵方飛彈，開拓了夜間空戰新領域。

## 衍生型

### 歼-16D

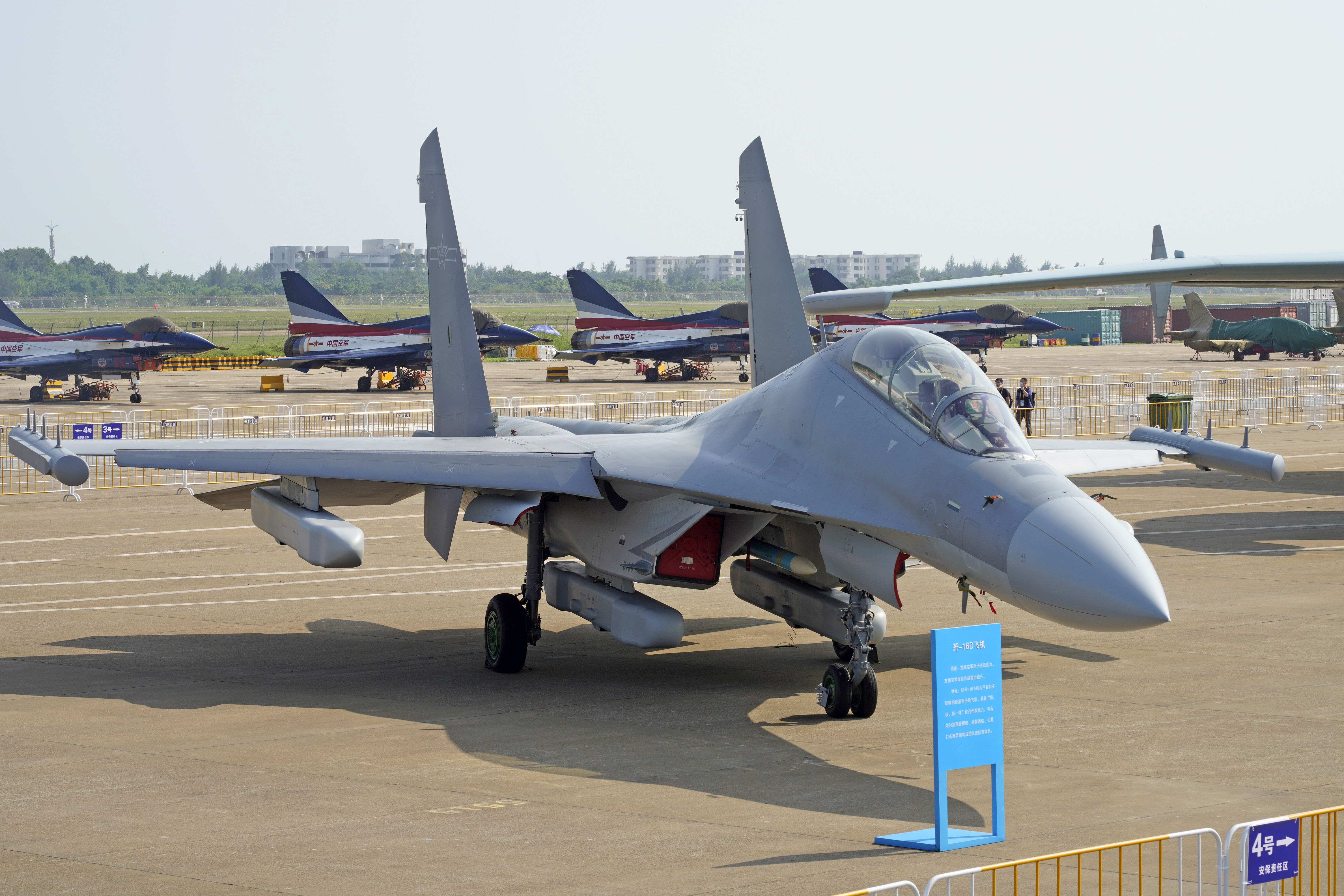
装配有电子战吊舱的歼-16D

歼-16D型电子战机是以歼-16战斗机为基础的改进型，类似美军EA-18G与F/A-18F的关系，是中国人民解放军空军第一款专用电子战机。歼-16D的研制工作最早于2015年在互联网出现，此后几年中有多张歼-16D原型机试飞的照片在网络流传。2020年底有传言称歼-16D与歼-15D两款电子战机均交付部队服役。
2021年9月第十三届珠海航展，歼-16D首次公开，并有一架歼-16D量产机型进行地面静态展示，表明歼-16D已实际列装部队。2021年11月初，歼-16D投入实战化训练。2022年11月该机型再次参加珠海航展。2022年1月24日，歼-16D首次公开出现在台湾海峡附近空域。
歼-16D与歼-16相比整体气动外形无明显变化，但任务模块有较大改动：
- 机头雷达罩长度减小，可推测机头有源相控阵雷达前移，面积有缩小，后部可能安装电子战相关的运算处理设备或其他电子设备。

- 雷达后端设备维护口盖改为多个普通检修舱盖，降低了维修的复杂性并提高结构强度。[22]

- 侧卫系列战斗机传统的红外搜索与跟踪系统（IRST）以及30毫米机炮、挡焰板取消，与歼-15D 共为仅有的取消IRST与机炮的侧卫系列战机，可使用霹雳-12/15中距空空导弹自卫。

- 翼尖导弹滑轨取消，换为固定电子战吊舱，可观察到短基线干涉仪战术干扰接收装置，暂未发现长基线干涉仪存在证据。

- 机载发电、用电以及散热系统全面升级改进，以满足大型电子战设备长时间运行对能量和散热的要求。

- 机身有更多电子战相关天线出现。

- 歼-16D挂载四个大型电子战吊舱，并可同时挂载多枚鹰击-91或于2020年曝光的新型反辐射导弹作为硬杀伤手段。

- 得益于侧卫系列战机的较大内油量，歼-16D航程以及作战半径将显著优于美军EA-18G咆哮者电子作战机。

## 使用国
- 中国
  -  中国人民解放军空军

## 行动历史

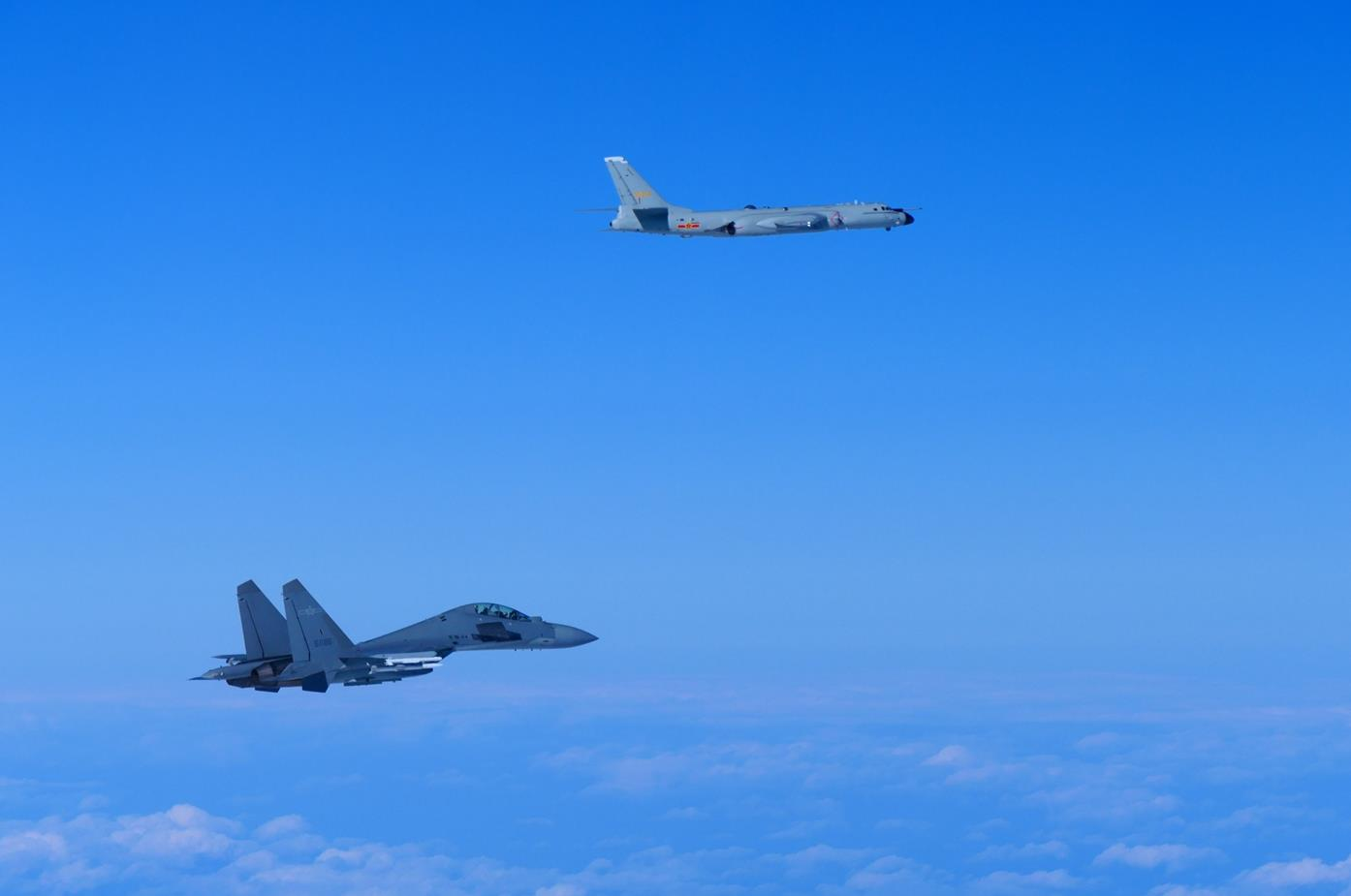
歼-16與轟-6

歼-16的首飞大约在2011～2012年左右，于2014年4月正式交付给解放军空军，2015年开始服役，并在2017年7月30日于朱日和训练基地举行的解放军建军90周年阅兵上首次正式露面。2021年，解放军开始将电子战型的歼-16D投入战斗训练。自服役以来，歼-16曾多次参与中国人民解放军绕台湾岛巡航，因其电子战性能，是所有在台湾海峡巡航的军用飞机中最为常见的一种。
据澳大利亚国防部消息，2022年5月26日，一架歼-16战斗机在南中国海拦截了一架皇家澳大利亚空军的P-8巡逻机，并进行了一些“不安全且危险”的机动动作。据一些消息称，这架歼-16先是飞至P-8旁边释放了热诱弹。然后机动至P-8的正前方释放了干扰箔，其中一些干扰箔被卷进了P-8的发动机内部。澳大利亚政府随后为此事件向中国政府递交了抗议，刚刚上任的澳洲国防部长理查德·马尔斯同时宣称澳大利亚不会因此在未来去回避实施类似的巡逻任务。根据中国国防部的一位发言人透露，澳军驾驶员的行为“危险且带有挑衅性”而且故意多次无视警告，歼-16才不得不主动将其驱离。澳洲国际关系智库洛伊研究所在之后发表的一篇文章认为此类拦截标志着中国为宣示南海治权而进行的“灰色区域”行动正在升级。
2022年8月，为了回应美国众议院议长南希·佩洛西在月初高调访台，解放军开始在台湾海峡派遣大量的歼-16，跨越台海中线和环岛绕飞的带弹巡航称为常态。
2022年11月30日，殲-16首次參與中俄「東京急行」行動，與轟-6K及俄軍圖-95轟炸機一同繞飛日本及南韓，隨後首次於海參崴軍用機場降落。
2023年5月26日，一架在南海负责拦截美军RC-135侦察机的歼-16在伴飞途中突然加速超过对方并从前方斜飞而过，逼使美机不得不从其尾部喷出的紊流中穿过。美国印太司令部在事后宣称这架侦察机是“在国际领空执行安全和日常的行动”，但解放军在次日回应指控美军故意派遣间谍飞机入侵中国的军事训练区域。中国外交部也驳斥了美军对“攻击性行为”的指控，外交部发言人毛宁在一次例行记者会上批判美方“长期频繁派舰机对中国进行抵近侦查严重危害中国的国家主权安全，这种挑衅性的危险行动是引发海上安全问题的根源”，并督促美国“应当停止此类危险的挑衅行动”，并且宣称“中方会继续采取必要措施坚定维护自身的主权安全”。

## 技術規格
基本信息
- 机组：2

性能
武器

- 機砲： 1× GSh-30-1 30毫米機炮（150發）
- 空對空飛彈： 翼尖挂架挂载霹雳-10导弹，翼下挂架挂载霹雳-12导弹，霹雳-17导弹，机腹挂架可串列挂载2枚尺寸较大的霹雳-15导弹
- 對地飛彈： 反舰反雷达导弹。
- 炸彈： 多种卫星和激光制导炸弹及火箭。
- 总共12个挂点

### 改裝
- 歼-16装备自动有源相控阵雷达具有与多目标作战的能力，并可以识别出目标的相关资料。
- 歼-16的红外搜索和跟踪系统（IRST）这是一个高性能的、轻型多功能系统。它包括一个第3代凝视型前视红外（FLIR）。这个FLIR可以在更远的防区外距离上对目标进行精确的探测和识别。IRST还具有高分辨率成像、自动跟踪、红外搜索和跟踪、激光指示；测距和激光点跟踪功能。
- 歼-16使用了更能适应惡劣環境起降的双轮主起落架。垂尾尖部有所修形。[35]